# Cleveland Chase Brassmen 1943-1944
La stagione 1943-1944 dei Cleveland Chase Brassmen fu la 1ª nella NBL per la franchigia.
I Cleveland Chase Brassmen arrivarono quarti con un record di 3-15. Nei play-off persero la semifinale con i Fort Wayne Zollner Pistons (2-0).

## Roster
| N° | Naz.                   | Ruolo | Sportivo         | Anno | Alt. | Peso |
| -- | ---------------------- | ----- | ---------------- | ---- | ---- | ---- |
|    | Stati Uniti (bandiera) | GA    | Mel Riebe        | 1916 | 180  | 82   |
|    | Stati Uniti (bandiera) | G     | Bill Riebe       | 1917 | 180  | 79   |
|    | Stati Uniti (bandiera) | A     | Pete Lalich      | 1920 | 188  | 86   |
|    | Stati Uniti (bandiera) | GA    | Ned Endress      | 1918 | 188  | 91   |
|    | Stati Uniti (bandiera) | AC    | Willard Swihart  | 1914 | 191  | 86   |
|    | Stati Uniti (bandiera) | G     | Vito Kubilus     | 1914 | 185  | 82   |
|    | Stati Uniti (bandiera) | AC    | John Poncar      | 1913 | 191  | 86   |
|    | Stati Uniti (bandiera) | C     | Wee Willie Smith | 1911 | 196  | 104  |
|    | Stati Uniti (bandiera) | GA    | Frank Garcia     | 1918 | 183  | 79   |
|    | Stati Uniti (bandiera) | AC    | Hal Cihlar       | 1914 | 196  | 95   |
|    | Stati Uniti (bandiera) | C     | Elmer Brownell   | 1917 | 198  | 107  |

## Staff tecnico
- Allenatore: Vito Kubilus